# Old and in the Way
Old and in the Way (oder auch Old & in the Way) war eine US-amerikanische Bluegrassband, die vom damaligen Grateful Dead-Bandleader Jerry García gegründet wurde.

## Geschichte
Old and in the Way war ein Nebenprojekt von Garcia, um zu seinen Bluegrass-Wurzeln zurückzukehren. Die Band wurde am 2. März 1973 gegründet und im April/Mai 1974 zum ersten Mal aufgelöst, als sich Garcia Legion of Mary widmete. Neben Garcia am 5-String-Banjo gehörte Mandolinist David Grisman zu den Gründungsmitgliedern, der bis zu Garcias Tod immer wieder mit ihm zusammenarbeitete und zuvor Erfolg mit der Even Dozen Jug Band hatte. Für die Gitarre war Peter Rowan zuständig, der u. a. zuvor schon bei Earth Opera und Seatrain gespielt hatte. Ebenfalls von Seatrain kam der spätere Grammygewinner Richard Greene an der Fiddle. Das letzte Gründungsmitglied war John Kahn, der zuvor für Nick Gravenites, Fred McDowell, Michael Bloomfield und die Band Brewer & Shipley Bass gespielt hatte. Greene verließ nach drei Monaten die Band und wurde noch vor den ersten Mitschnitten durch den Bluegrass-Veteranen Vassar Clements ersetzt.
Die Band spielte vor allem Bluegrassklassiker und Bluesgrassversionen anderer Songs und trat häufig im Boarding House in San Francisco auf. Hier entstand auch das selbstbetitelte Live-Debütalbum, das 1975 veröffentlicht und von der Kritik gefeiert wurde.
Selbst nach der offiziellen Auflösung spielten die Bandmitglieder gelegentlich miteinander und veröffentlichten zwei weitere Alben namens That High Lonesome Sound (1996) und Breakdown (1997), die beide Aufnahmen von 1973 enthielten.
Erst 2002 wurde die Band unter dem Namen Old and in the Gray offiziell von den noch lebenden Mitgliedern neu gegründet. Als neue Musiker kamen Herb Pedersen und Bryn Bright hinzu. In dieser Konstellation wurde das vierte Album Old and in the Gray veröffentlicht.

## Trivia
Der Name Old and in the Way beruht auf dem gleichnamigen Song von Grisman.

## Diskografie
- Old and in the Way (1973; Grateful Dead Records / Round Records)
- That High Lonesome Sound (1996; Acoustic Disc)
- Breakdown (1997; Acoustic Disc)
- Old and in the Gray (2002; Acoustic Disc)
- Live at the Boarding House (2008; Acoustic Oasis)